# Lada Niva
Lada Niva je terénní automobil s pohonem všech kol vyráběný automobilkou AvtoVAZ. Niva byla konstruována do obzvláště těžkých provozních podmínek a vyráběna ve tří nebo pětidveřové karoserii a ve verzi Praktik. Mezi lety 2009–2020 byl vůz prodáván na většině trhů jako Lada 4×4. Po ukončení výroby původního modelu Land Rover Defender v roce 2016 je vůz nejdéle vyráběným vozidlem s pohonem všech čtyř kol ve své původní podobě.

## Historie

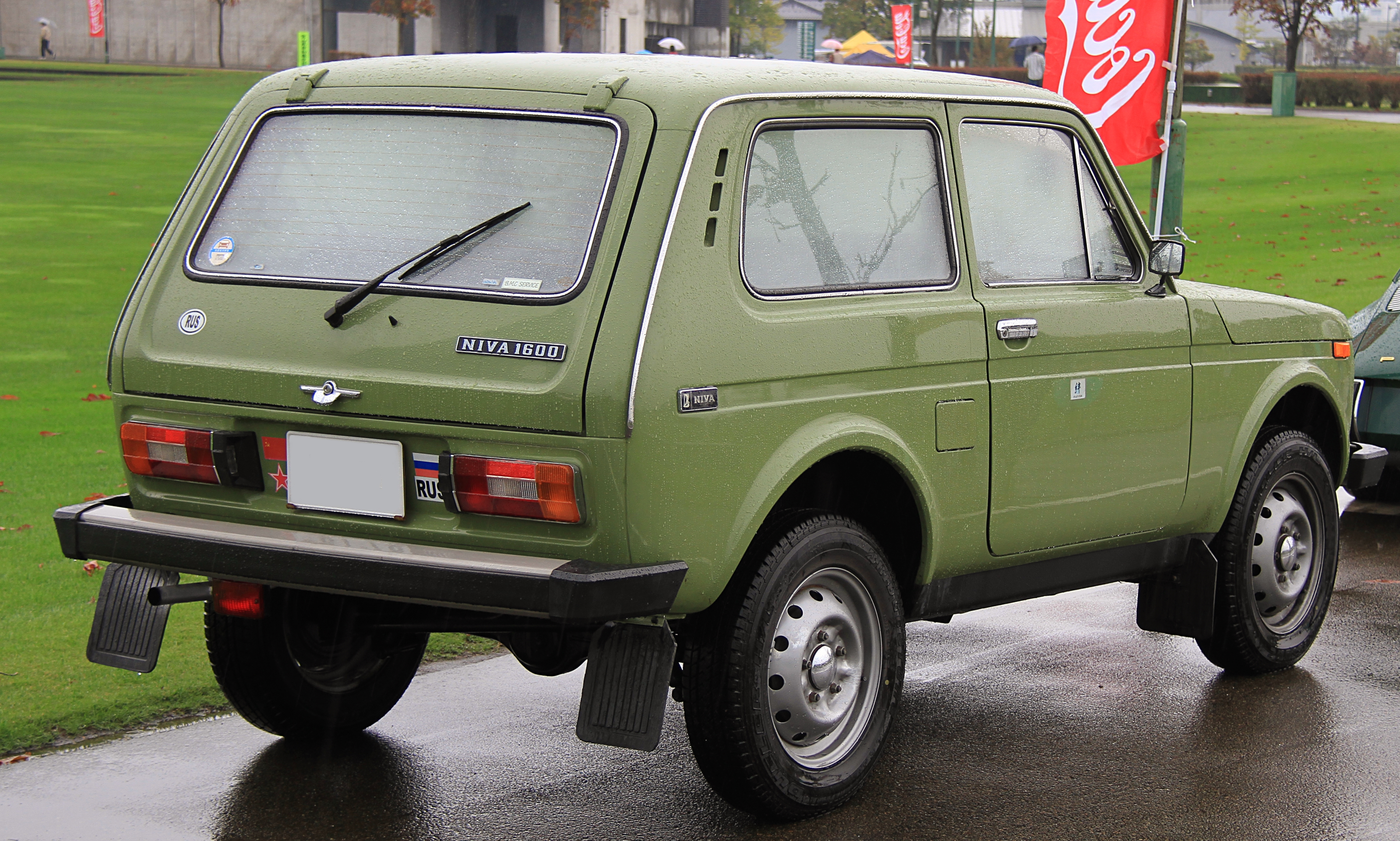
Lada 1600 / VAZ-2121 (1987) zezadu

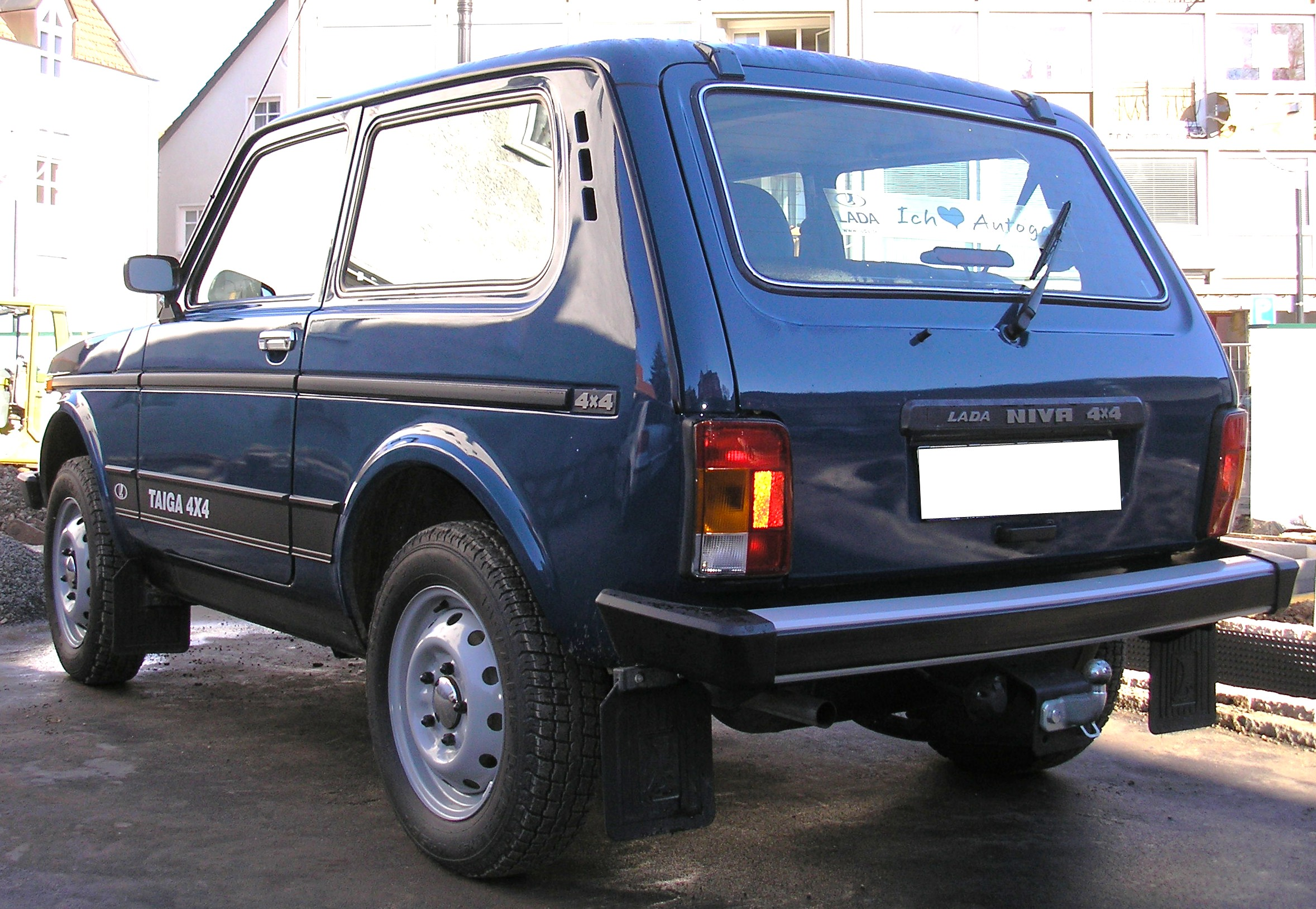
Lada Niva 4×4 (VAZ-2121) zezadu (faceliftovaná verze)

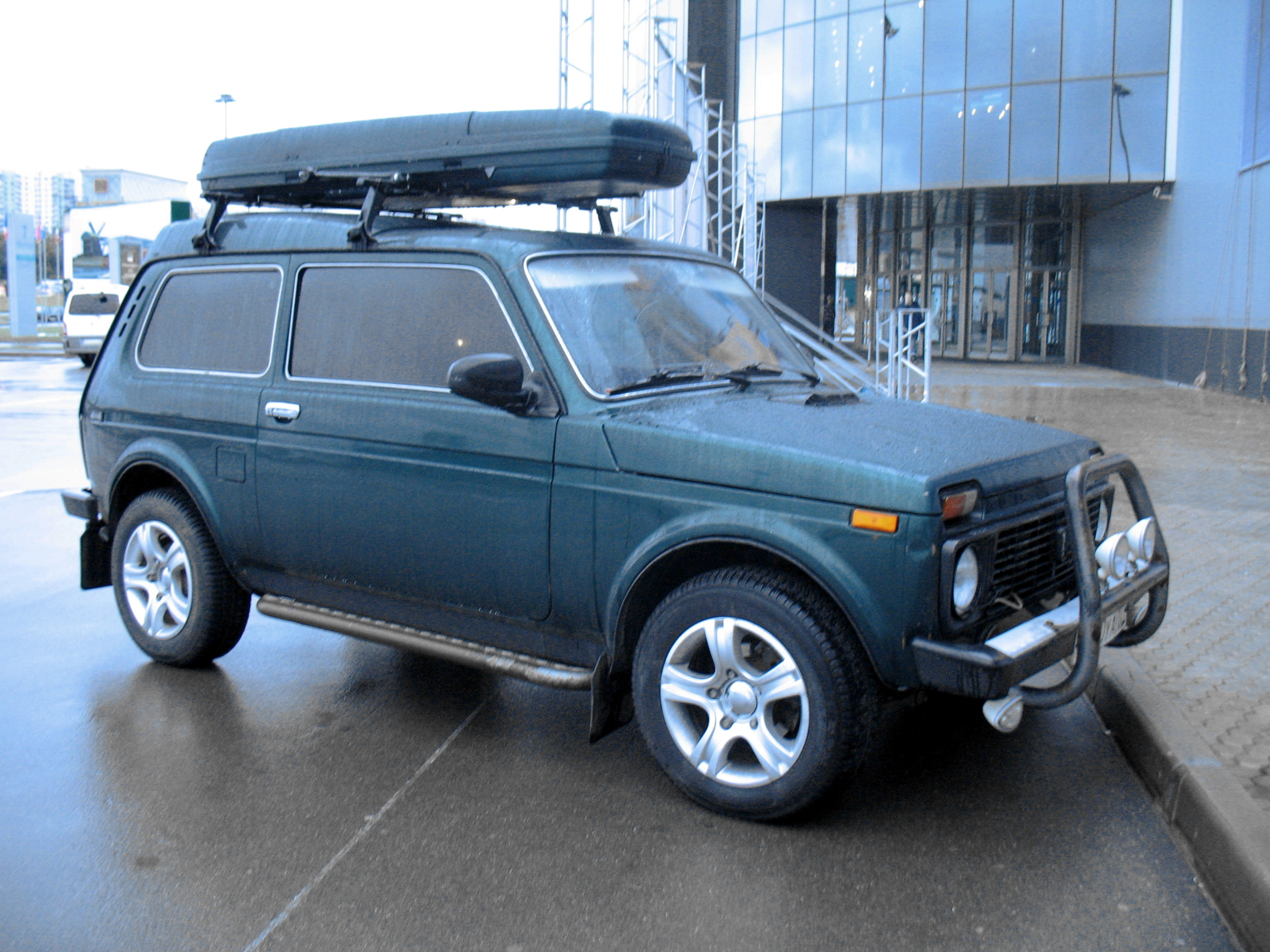
Lada 21218 Fora

Vozidlo vyjelo v únoru 1976 na počest XXV. sjezdu KSSS. V lednu 1978 se představila mezinárodně na autosalonu v Bruselu a rychle dosáhla čtyřiceti procent v evropském trhu s automobily s pohonem všech kol. VAZ-2121 byl vybaven motorem 1.6 l (56 kW, 116 Nm).
V roce 1993 se začala vyrábět nová verze Nivy (VAZ 21213), vůz prošel modernizací vzhledu i interiéru a dostal silnější motor 1.7 l (61 kW, 125 Nm). Pětidveřová (VAZ-2131) a třídveřová (VAZ-2129) verze s dlouhým rozvorem byly vyráběny od roku 1994, obecně ale nebyly exportovány. Od roku 1996 byla vyráběna verze 21218 Fora, byla to o 300 mm delší verze modelu 21213.
Od roku 2002 se vyrábí s motory VAZ-21214-10 (Euro-0) se vstřikováním paliva, modernizovány byly v roce 2006 v souladu s normami Euro-2 (21214-20), v roce 2008 v rámci Euro-3 (21214-30) a od roku 2011 podle norem Euro-5 (pro export) a Euro-4 (pro domácí trh). Koncem roku 2011 došlo k modernizaci exteriéru i interiéru, svítidel, čalounění a pohonných jednotek.

## Popis vozu
Vnitřní interiér je zaměřen na praktičnost, funkčnost a snadnou údržbu. Zadní dvoumístné sedadlo lze i s opěradlem sklopit a zvětšit původní objem zavazadlového prostoru ze 150 l na 980 litrů.
Automobil sdílí některá konstrukční řešení a díly s modelem Lada 2101, který vycházel z italského Fiatu 124. Využívá také řadu podobných dílů a ústrojí z vozidel typové řady VAZ 2101 až 2107.
Je vybavena motorem o obsahu dříve s karburátorem 1,6 l, poté 1,7 l s jednobodovým vstřikováním a dnes vícebodovým vstřikováním paliva Bosch, hydraulickým vymezováním vůle ventilů a rozvodového řetězu. Pohon kol zajišťuje pětistupňová, dříve čtyřstupňová přímo řazená převodovka, dvoustupňová redukční převodovka a mezinápravový diferenciál s uzávěrkou, od roku 2004 na přání a od roku 2006 sériově montován posilovač řízení.
Jde o plnohodnotný, technicky nenáročný terénní automobil s nižší cenou oproti off-roadové konkurenci. Niva má ovšem vysokou úroveň vnitřního hluku, nepříliš přesné řízení, podvozek není směrově stabilní a auto se v zatáčkách naklání. Problémy byly také s vyššími sklony ke korozi a s elektrickými rozvody, polohování sedadla neumožňuje komfortní sezení vyššího řidiče, spojka není schopná snášet větší zatížení a bezpečnost vozu bývala na nízké úrovni. Jednou z největších výhod Nivy je trvalý pohon všech kol. Právě díky němu si automobil poradí s libovolným povrchem a její podvozek nevyžaduje delší dobu velkou pozornost. Design je velmi letitý, což u uživatelů může vyvolávat rozporuplné reakce. Kombinovaná spotřeba paliva je 9,6 l/100 km.
Počátkem 90. let vzniklo několik speciálních verzí, ať už pancéřovaných pro převoz peněz, nebo s obrovskými balonovými pneumatikami. Další pokusy byly s prodlužováním karoserie. Nejúspěšnější takovou Nivou je model VAZ 2131 s pětidveřovou karoserií, která se stále úspěšně vyrábí i s posilovačem řízení a ABS. Od roku 2011 se dováží do EU a znovu do České republiky. 
Od roku 2014 se prodává Lada 4×4 Urban, jde o městskou verzi s bohatší výbavou a modernějším vzhledem. Urban lépe tlumí vibrace a vyhřívaná přední sedadla s upraveným interiérem poskytují větší komfort. O rok později se začala prodávat Lada 4×4 Bronto, ta vychází z verze Urban, avšak je lépe přizpůsobená terénním podmínkám.

## Základní technické údaje

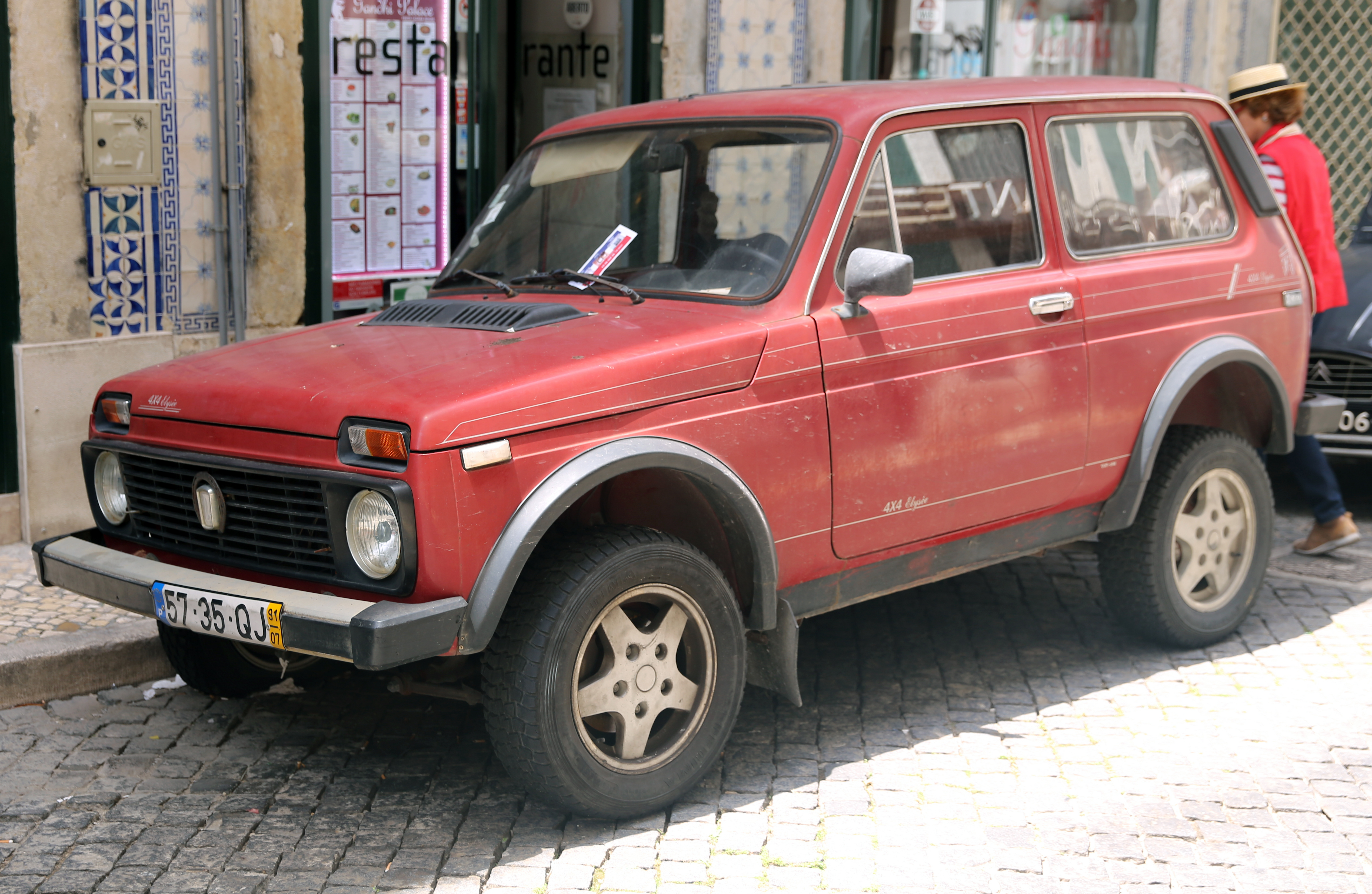
Lada Niva (1991)

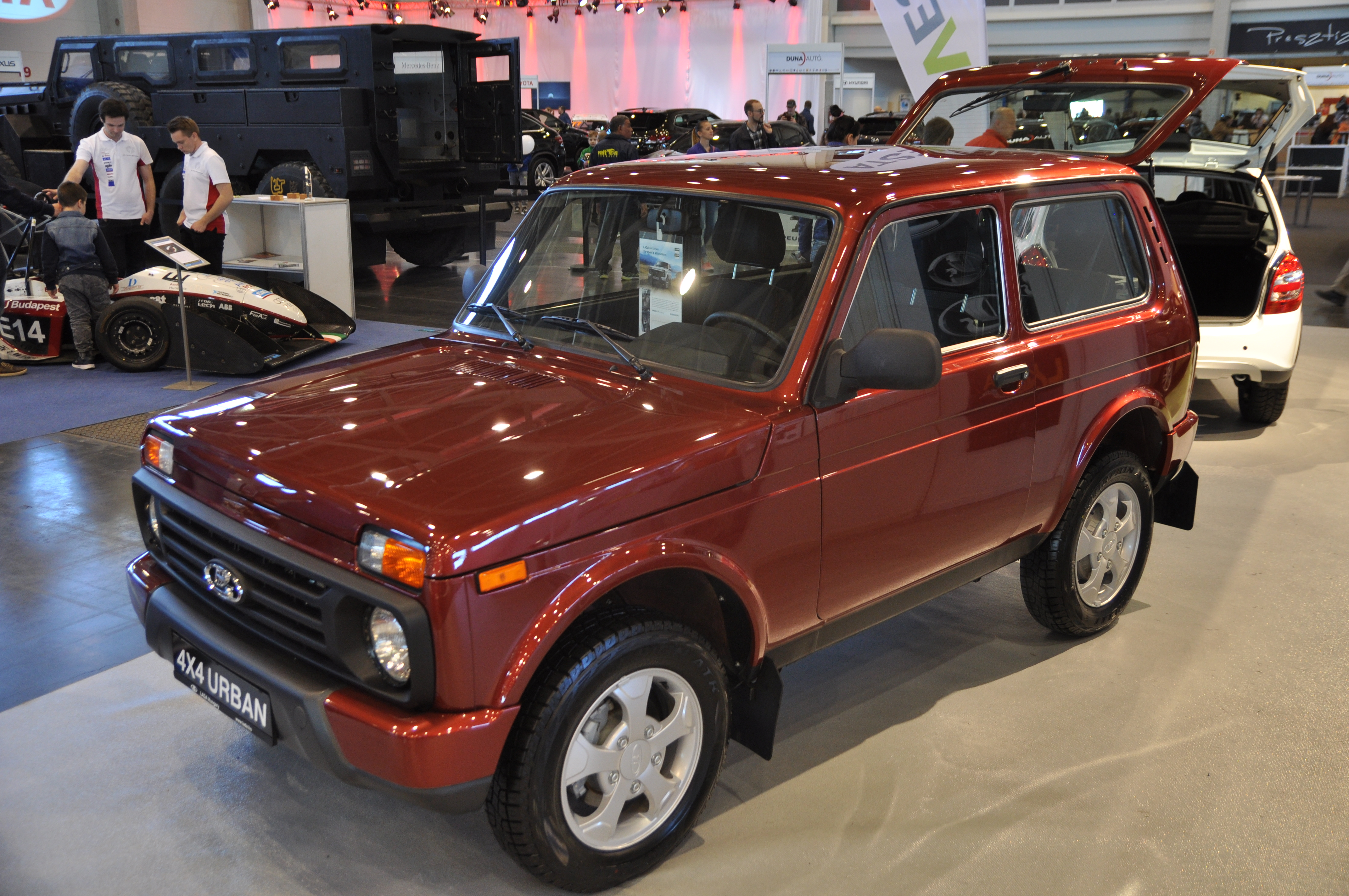
Lada Niva 4×4 Urban (2017)

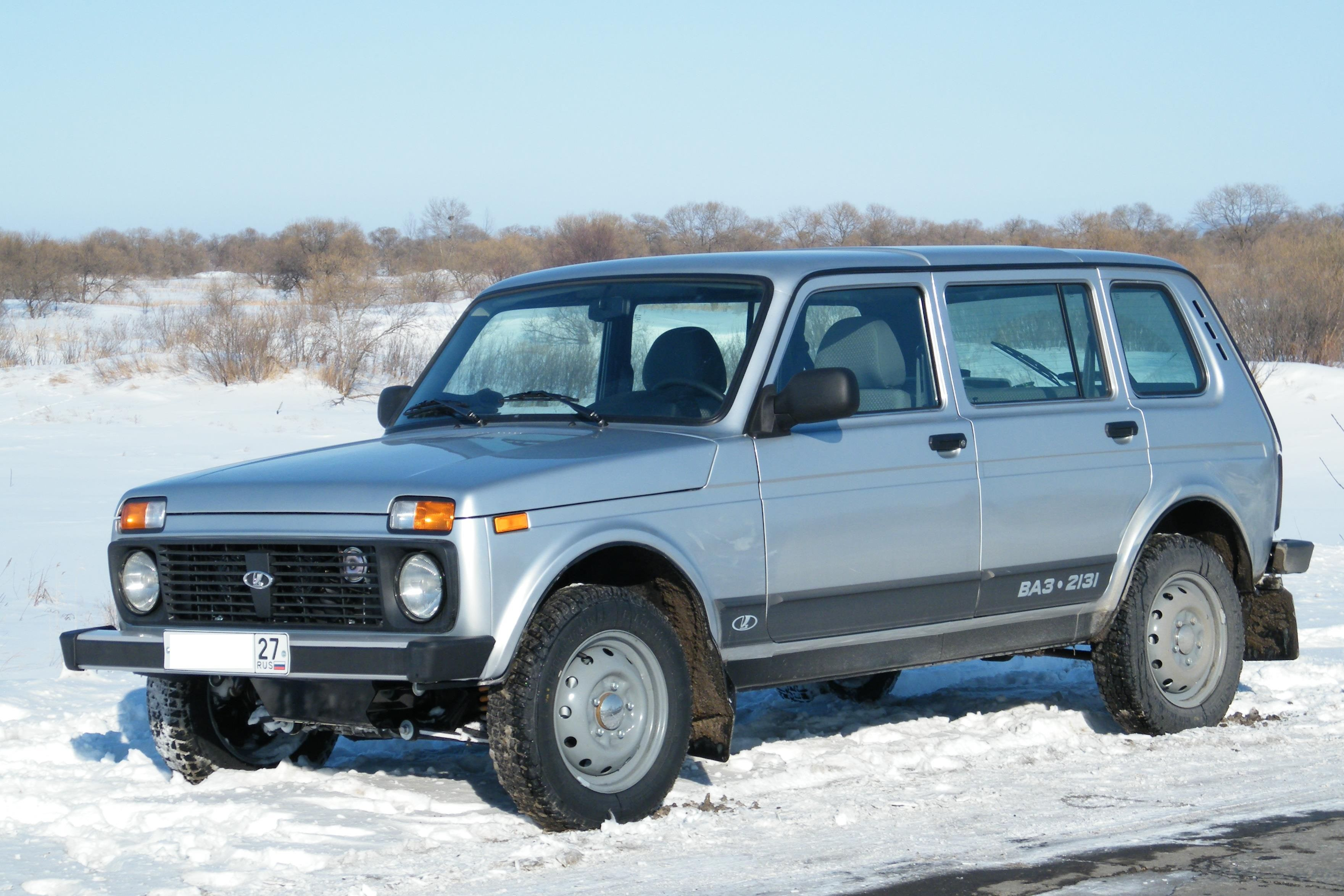
Pětidveřová Lada 2131

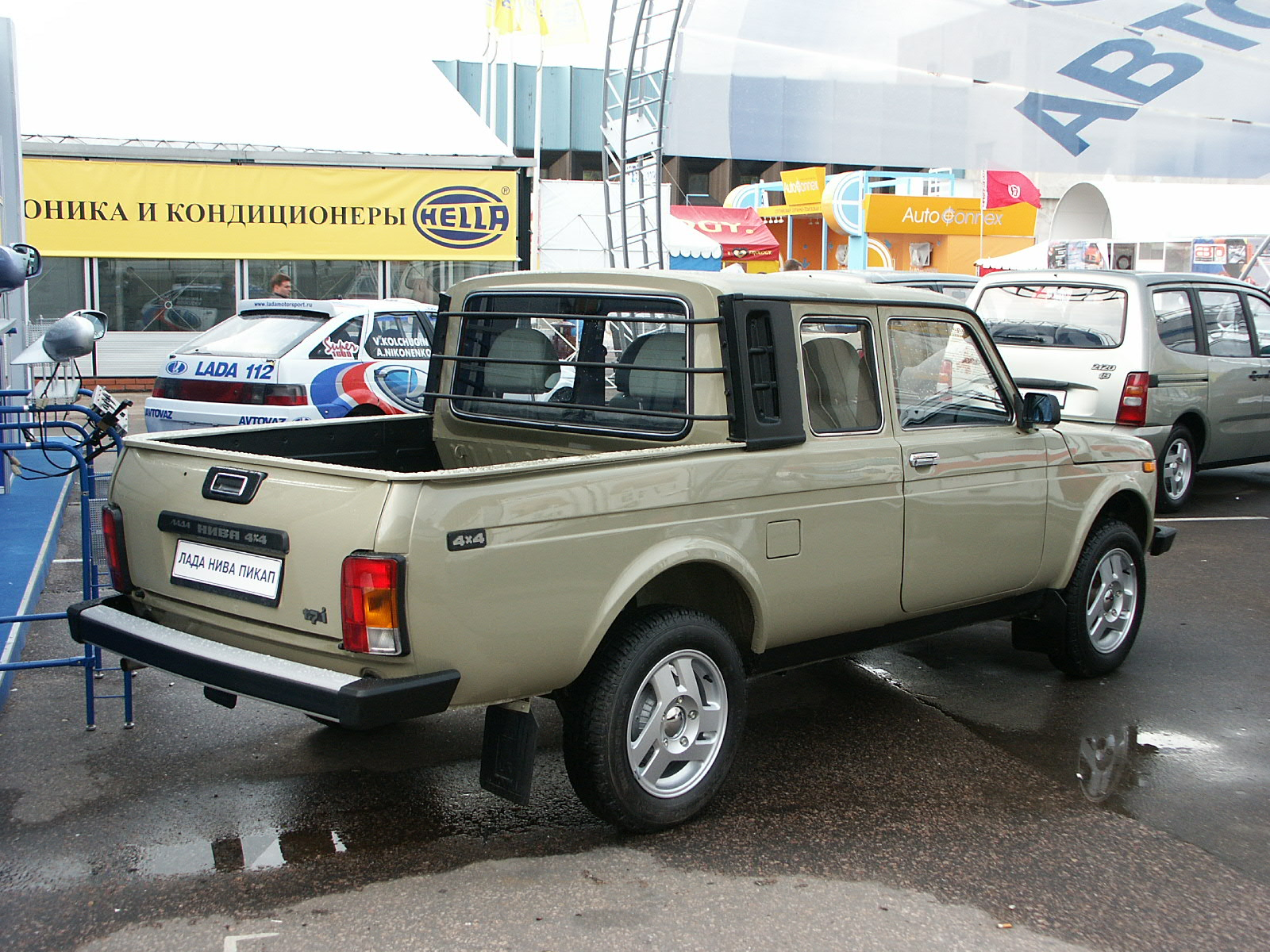
Lada 2131 pickup

Původně vůz využíval benzínový motor 1,6 l (56 kW). Od roku 1995 je k dispozici s benzínovým motorem 1,7 l, mezi lety 1995–1998 také dieselový motor 1,9 l (48 kW). Specifikace benzínového modelu 1,7 l vyráběného od roku 2010 jsou následující:
| Objem                   | 1 690 cm³             |
| Vrtání/Zdvih            | 82 x 80 mm            |
| Výkon                   | 60 kW / 5 000 ot/min  |
| Maximální točivý moment | 128 Nm / 4 000 ot/min |
| Druh paliva             | BA 95                 |

| Počet míst                   | 4           |
| Počet dveří                  | 3           |
| Délka                        | 3 720 mm    |
| Šířka                        | 1 680 mm    |
| Výška                        | 1 640 mm    |
| Rozvor                       | 2 200 mm    |
| Kola                         | 175/80 R16  |
| Hmotnost                     | 1 285 kg    |
| Objem zavazadlového prostoru | 263–1 150 l |

| Maximální rychlost          | 140 km/h     |
| Kombinovaná spotřeba paliva | 9,5 l/100 km |
| Objem palivové nádrže       | 42 l         |

| Brzděný   | 1 490 kg |
| Nebrzděný | 400 kg   |

Specifikace Lady 4×4 Urban:
| Název     | Objem     | Výkon                   | Točivý moment            | Komb. spotřeba | Max. rychlost | 0–100 km/h |
| --------- | --------- | ----------------------- | ------------------------ | -------------- | ------------- | ---------- |
| Urban 1.7 | 1 690 cm³ | 62 kW při 5 000 ot./min | 129 Nm při 4 000 ot./min | 9,9 l          | 142 km/h      | 17 s       |

## Speciální verze
Lada Niva Praktik je užitkové 2sedadlové provedení se zvětšeným nákladovým prostorem o objemu 1 860 l. Terénní parametry jsou shodné s Ladou Nivou, jen maximální možná hmotnost brzděného přívěsu klesla na 800 kg. Užitková verze se vyráběla i z pětidveřové verze ve dvou variantách. Klasicky zaplechovaná okna nebo se speciální laminátovou nástavbou připomínající pick-up. Druhá varianta byla v provozu například u Policie ČR, která si nechala na zakázku dodat posilovač řízení.
Od 90. let byla také produkována pětidveřová verze VAZ-2131 s delším rozvorem.
Lada 4×4 Bronto Marš-1 (VAZ-1922) je jedno z mála sériově vyráběných vozidel na mohutných balónových pneumatikách. Produkci provádí společnost PSA Bronto v Toljatti od roku 1997. Za prvních 8 let výroby bylo vyrobeno asi 350 automobilů.

## V populární kultuře

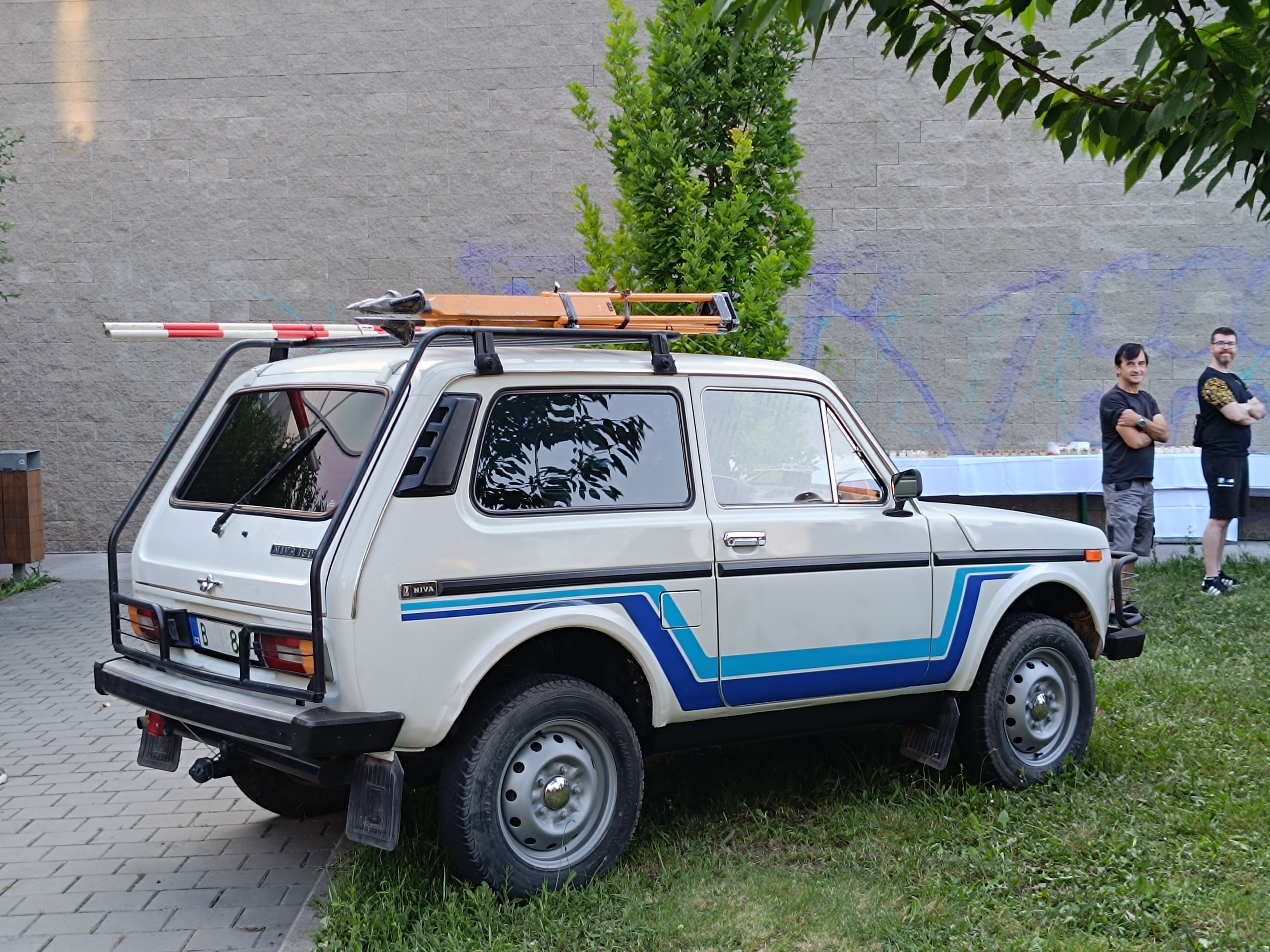
Lada Niva v provedení podobném tomu ze seriálu Návštěvníci

Vozidlo ve verzi Lada Niva 5000 ze západoněmeckého trhu, se sériovými polepy (nicméně se zakrytým nápisem „Niva“) a dalšími nadstandardními doplňky, hraje zásadní roli v československém sci-fi seriálu Návštěvníci z roku 1983. Čeští tvůrci seriálu údajně zprvu zvažovali použití Škody 120, mladoboleslavská automobilka však záměr nepodpořila.

## Chevrolet Niva a Lada Niva Travel
Automobil typu SUV vyráběný firmou AvtoVAZ mezi lety 1998–2002 nesl název VAZ-2123. Auto bylo od roku 2003 prodáváno jako Chevrolet Niva. V srpnu 2014 představil AvtoVAZ na Moskevském mezinárodním automobilovém salónu koncept nové generace Chevroletu Niva. Později však koncern práci na tomto konceptu ukončil.
AvtoVAZ v roce 2018 na autosalonu v Moskvě představil koncept Lada 4×4 Vision. Autorem konceptu je britský designér Steve Mattin, který se proslavil svým působením v automobilkách Mercedes-Benz nebo Volvo. V roce 2019 si automobilka AvtoVAZ nechala koncept patentovat.
V roce 2020 získal AvtoVAZ od Chevroletu zpět práva na značku Niva a přejmenoval Ladu 4×4 na Lada Niva Legend. Téhož roku AvtoVaz ukončil výrobu staré generace Chevroletu Niva, a nová generace již dostala název Lada Niva Travel.

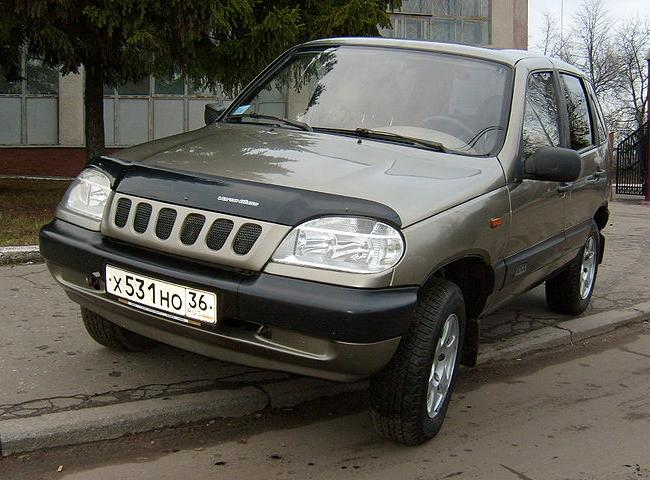
VAZ-2123 (1998–2002)
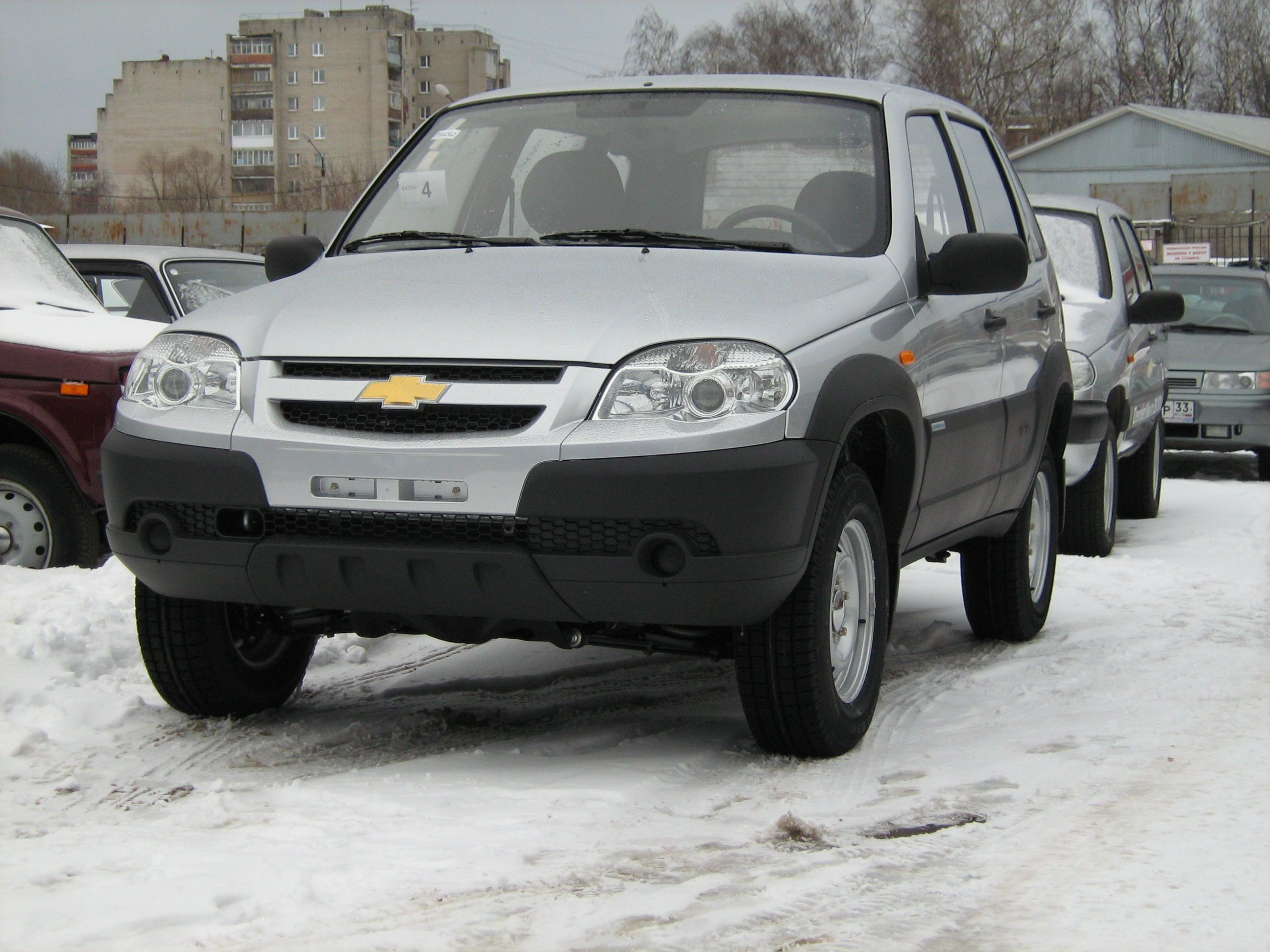
Chevrolet Niva (2003–2020)
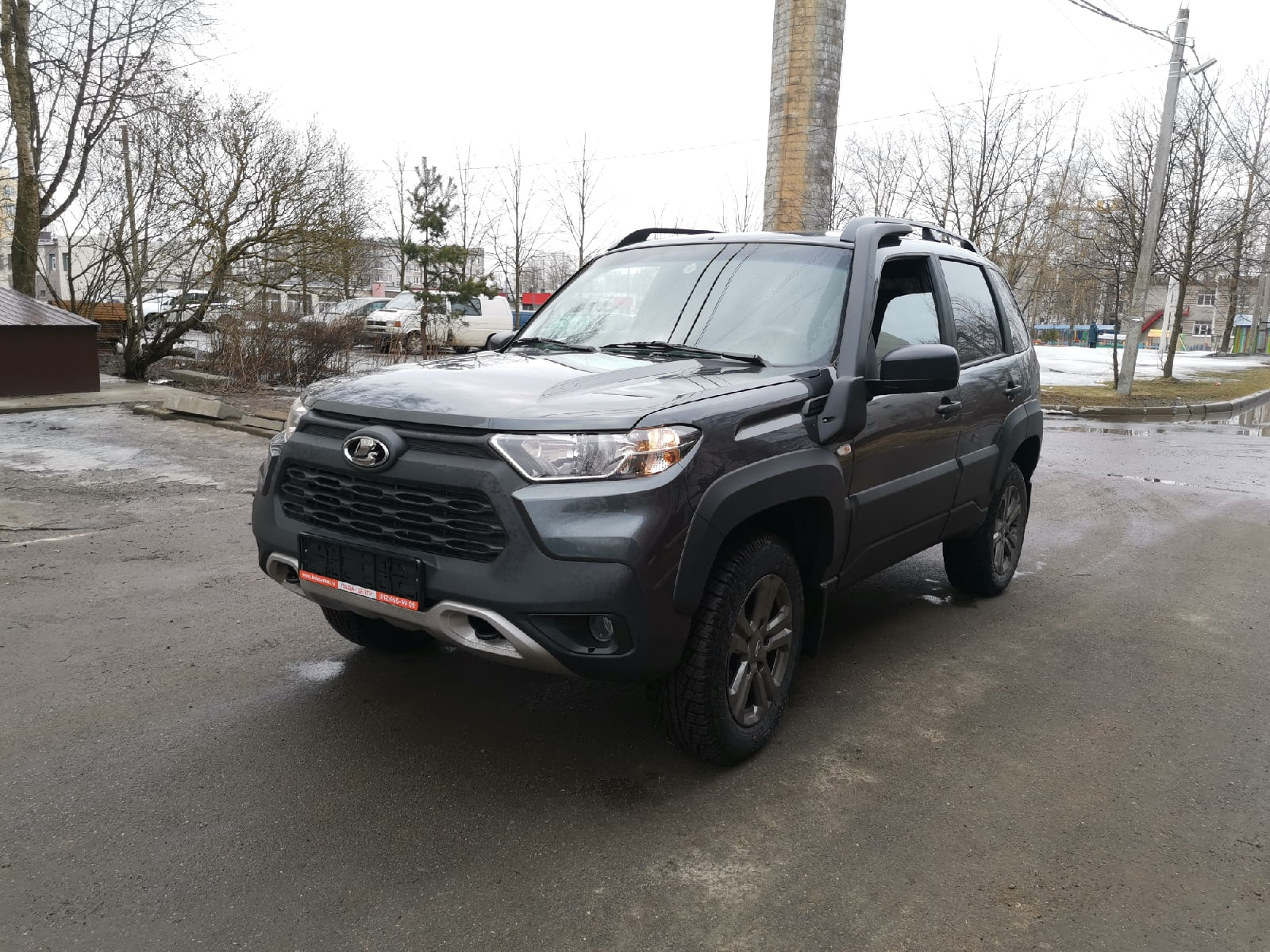
Lada Niva Travel (od 2020)
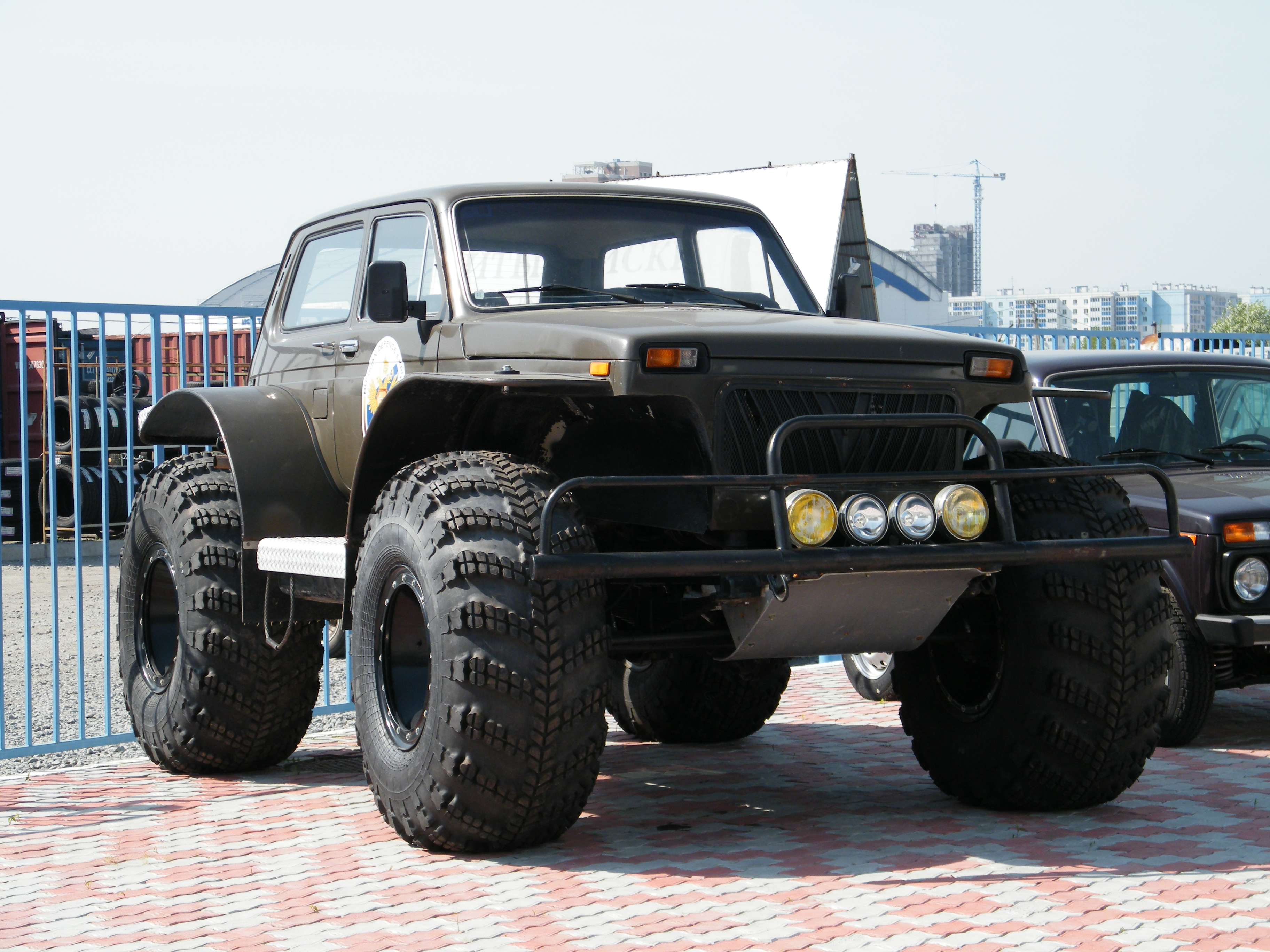
Lada 4×4 Bronto Marš-1 (VAZ-1922)